# Ken Parker
Ken Parker é um personagem de western dos quadrinhos italianos, criado em 1974 por Giancarlo Berardi e Ivo Milazzo.
O quadrinho começou em bancas em junho de 1977, publicado pela Cepim, após mudanças de editoras e formatos, suspensão de publicações e reimpressões revisadas e corrigidas pelos próprios autores, a história do personagem terminou em abril de 2015 com a episódio Fin dove arriva il mattino.

## Histórico
Ken Parker foi inspirado no personagem interpretado por Robert Redford  no filme Jeremiah Johnson de 1972.
O personagem estreou em 1974 como protagonista de um episódio auto-conclusivo na série Collana Rodeo, publicada pela Edizioni Araldo, uma antecessora da Sergio Bonelli Editore. Em junho de 1977, ele estreou em sua própria série de mesmo nome publicada pela Cepim (outra antecessora da Sergio Bonelli Editore) e concluiu em 1984 depois de 59 edições. A revista deveria ser mensal, mas os autores, em dificuldade para cumprir prazos, nem sempre conseguiram manter essa periodicidade.
De  1984 a 1988, os autores fizeram histórias curtas em cores publicadas em várias revistas de quadrinhos, como o Orient Express, publicado pelas  editoras L’Isola Trovata e Comic Art. Algumas das histórias mais significativas da primeira série (em particular as produzidas por Milazzo e Giorgio Trevisan), no entanto, são republicadas pela editora L'Isola Trovata de Sergio Bonelli. Em 1989, Berardi e Milazzo decidiram criar sua própria editora, Parker Editore, nela a série é republicada na Serie Oro
Em 1992, lançaram a Ken Parker Magazine, que publica histórias inéditas; Em setembro de 1994, a publicação passou para a Sergio Bonelli Editore, que continuou a publicar até o número 36, em janeiro de 1996. A editora também publicada Speciale Ken Parker, que teve quatro edições. Após o encerramento da revista, as histórias republicadas em 13 volumes encadernados publicados pela Sergio Bonelli Editore na Ken Parker Collezione. Na  Ken Parker Magazine, 16 episódios de FunnyKen são publicados (cada um é composto por uma única página), a versão satírica e paródica de Ken Parker; no entanto, FunnyKen e Ken Parker não são o mesmo personagem; Os assuntos de FunnyKen são do mesmo Berardi, enquanto os desenhos são o trabalho de Giorgio Cavazzano. Entre 1996 e 1998, numa publicação semestral, quatro outras histórias inéditas de Ken Parker são publicadas por Bonelli formato clássico 16 x 21 (Ken Parker Speciale). Com a história Faccia di Rame, em janeiro de 1998, a série parecia ter sido encerrada permanente. É o próprio Berardi quem explica, em uma carta aos leitores, o encerramento. As motivações são principalmente duas: o número de cópias vendidas inadequadas aos padrões da editora e o desejo dos dois autores de se dedicar a novos projetos.
Em 2003, a editora Panini Comics, estreia a série Ken Parker Collection, que apresenta todas as histórias do personagem, incluindo as que aparecem na revista e na Ken Parker Magazine, em um formato menor do que as originais da Cepim. Um ano depois, a Panini Comics imprime a Ken Parker Collection Deluxe, uma edição em capa cartonada, contendo 4 histórias cada. No entanto, a última edição é interrompida, após apenas seis números. Em 2007, por ocasião do 30º aniversário do personagem, a Panini Comics publica Ken Parker 30º Anniversario, um volume especial contendo algumas das histórias mais bonitas e populares de Ken Parker. No outono de 2013, quase 16 anos após a conclusão de Faccia di Rame um novo episódio de Ken Parker foi lançado. Publicado como um edição de luxo de apenas 1000 cópias da Spazio Corto Maltese, a história Canto di Natale possui 12 páginas em cores. Tudo isso foi um prelúdio para o relançamento em grande estilo do personagem pela Mondadori Comics.
Ainda m 2013, durante o Festival Internacional de Quadrinhos, realizado em Belo Horizonte, Ivo Milazo anunciou que novas histórias seriam publicadas pela editora Mondadori e que teriam a colaboração de desenhistas brasileiros, dentre eles, Klebs Junior, professor da escola Impacto Quadrinhos.
Em abril de 2014, uma nova reimpressão completa das aventuras de Ken Parker começa, revisada e corrigida pelos próprios autores, em 50 volumes de grande formato, em preto e branco e em cores. Na edição 49, a história Canto di Natale é reimpressa, enquanto o último volume contém a história inédita, Fin dove arriva il mattino. Novamente, a Mondadori Comics, nos meses que se seguiram à conclusão da série anterior, lança a publicação de duas outras reimpressões: uma econômica, chamada Ken Parker Classic, a outra em cores, em grandes volumes cartonados que encadernam cada um dos três episódios da série original.

## Biografia ficcional
O personagem Kenneth Parker nasceu a 20 de novembro de 1844 em Buffalo, Wyoming, tinha como pais Lucy e Jed Parker. Tinha também um irmão, Bill, que seria assassinado no primeiro número da série, o que motivaria o herói a caçar os assassinos de seu irmão. Este acontecimento se dá em 29 de dezembro de 1868, o herói teria 24 anos.
Ken recebeu durante suas aventuras o apelido de Rifle Comprido devido ao seu inseparável arcabuz Kentucky, usado na Revolução Americana. Essa arma foi herdada de seu avô.

## Caraterísticas do personagem
O personagem tem características atípicas em comparação com outros personagens do gênero western, pois muitas vezes é confrontado com escolhas complicadas e em que ele toma decisões às vezes erradas, mas sempre consegue perceber seus erros e depois tentar remediar. À medida que as histórias progridem, o personagem envelhece e evolui não só fisicamente, mas também o seu temperamento. Na história Sciopero (n° 58) Ken está vivendo as condições de um trabalhador no final do século XIX e a experiência o aproxima das ideias socialistas.

## Autores
Ivo Milazzo é o principal desenhista da série; além de ser o criador gráfico de Ken Parker, bem como o autor de todas as capas da série, ele também é o autor que tem o maior número de histórias desenhada em toda a série. Outros desenhistas italianos que ilustraram histórias de Ken Parker: Giorgio Trevisan, Giancarlo Alessandrini, Bruno Marraffa, Carlo Ambrosini, Sergio Tarquinio, Goran Parlov e Pasquale Frisenda.
Os nomes importantes que escreveram roteiros para Ken Parker são Alfredo Castelli e Tiziano Sclavi (autor de Dylan Dog); Maurizio Mantero, colaborador histórico da Berardi, participou ativamente do roteiro de alguns números.

## No Brasil
Ken Parker estreou no Brasil em 1978, pela Editora Vecchi. Foram publicados 53 exemplares até agosto de 1983. Em 1990 Ken teve dois volumes publicados pela Best News e um pela Editora Ensaio. Em outubro de 1999, a publicação foi assumida pelo CLUQ.
Em setembro de 2000, a Editora Mythos retomou a publicação regular da série, publicando até 2002 e totalizando 18 edições. Ainda em 2000, a  Editora Tendência (atual Tapejara), publicou a série em parceria com o CLUQ, toalizando 59 edições em 2007, ainda em 2007, o CLUQ inicia a publicação das quatro histórias coloridas, concluída em 2008. Em 2011, publica Um hálito de gelo, anteriormente publicada pela Editora Ensaio e em 2012, Onde Morrem os Titãs.
Em 2013, o CLUQ inicia uma nova coleção, publicando Os Condenados, história escrita por Giancarlo Berardi e Maurizio Mantero, com arte de Pasquale Frisenda e Laura Zuccheri, e capa de Ivo Milazzo e Nos Tempos do Pony Express, produzida pelos criadores, em 2014 publica As Aventuras de Teddy Parker, escrita por Giancarlo Berardi e ilustrada por Giorgio Trevisan. Em, 2015, inicia a publicação de Ken Parker Magazine. Em 2021, uma coleção foi lançadada pela Mythos, inspirada em uma coleção da italiana Mondadori, apesar da coleção da Mythos, o CLUQ continuou a publicação de Ken Parker Magazine.

## Personagens
A seguir, alguns personagens (amigos) marcantes da série:
- O índio Kamoose
- O esquimó Oakpeha
- A garota Pat O'Shane
- Teddy (filho que vive em Boston)
- Belle (batedor do exército)
- Dashiell Fox
- A cachorrinha Lily
- Adah